# 新加坡公积金计划
新加坡公积金计划（英語：Central Provident Fund, CPF，簡稱公積金）是新加坡強制性的儲蓄計劃，成員為新加坡公民和永久性居民的勞動人口，用以應付其退休、健保和購房需要。公積金由人力部轄下的法地機構中央公積金局（Central Provident Fund Board, CPFB或CPF Board）管理。

## 歷史
1955年，英國殖民地政府建立了公積金，應付工人的退休需要。隨着新加坡經濟發展，公積金於1968年開始可用作公共房屋計劃下的購房支出。1984年，公積金可作醫療用途。 公積金亦為不同用途推出了不同戶口。1986年起，成員可選擇較高風險的投資選擇。1987年推出最低存款年金計劃，1990年推出保健储蓄。
供款率方面，當1955年推出時，僱員和僱主分別供款僱員月薪的5%。此比率隨着新加坡經濟發展而不斷提升，到1985年升至25%。基於經濟衰退，1986年起僱主供款率降至10%，以維持競爭力。期後僱主供款率提升至與僱員一致，直至1997-1998亞洲金融風暴，55岁或以下僱員的僱主供款比率再降為10%，期後再逐步提升。
2020年新加坡公积金会员的总存款额激增8.7%，从2019年的4251亿新币增加至4621亿新币。

## 争议

### 2023年起提高供款率
2023年1月1日起至2027年，55岁至70岁的雇员公积金供款率将提高3.5%。时任部长黃循財宣称“这将为他们（55岁至70岁的雇员）的基本退休需求提供更大的保障”。

## 外部連結
- 新加坡中央公積金局 （页面存档备份，存于）